# Kap Leeuwin
Koordinaten: 34° 22′ 35,7″ S, 115° 8′ 11″ O

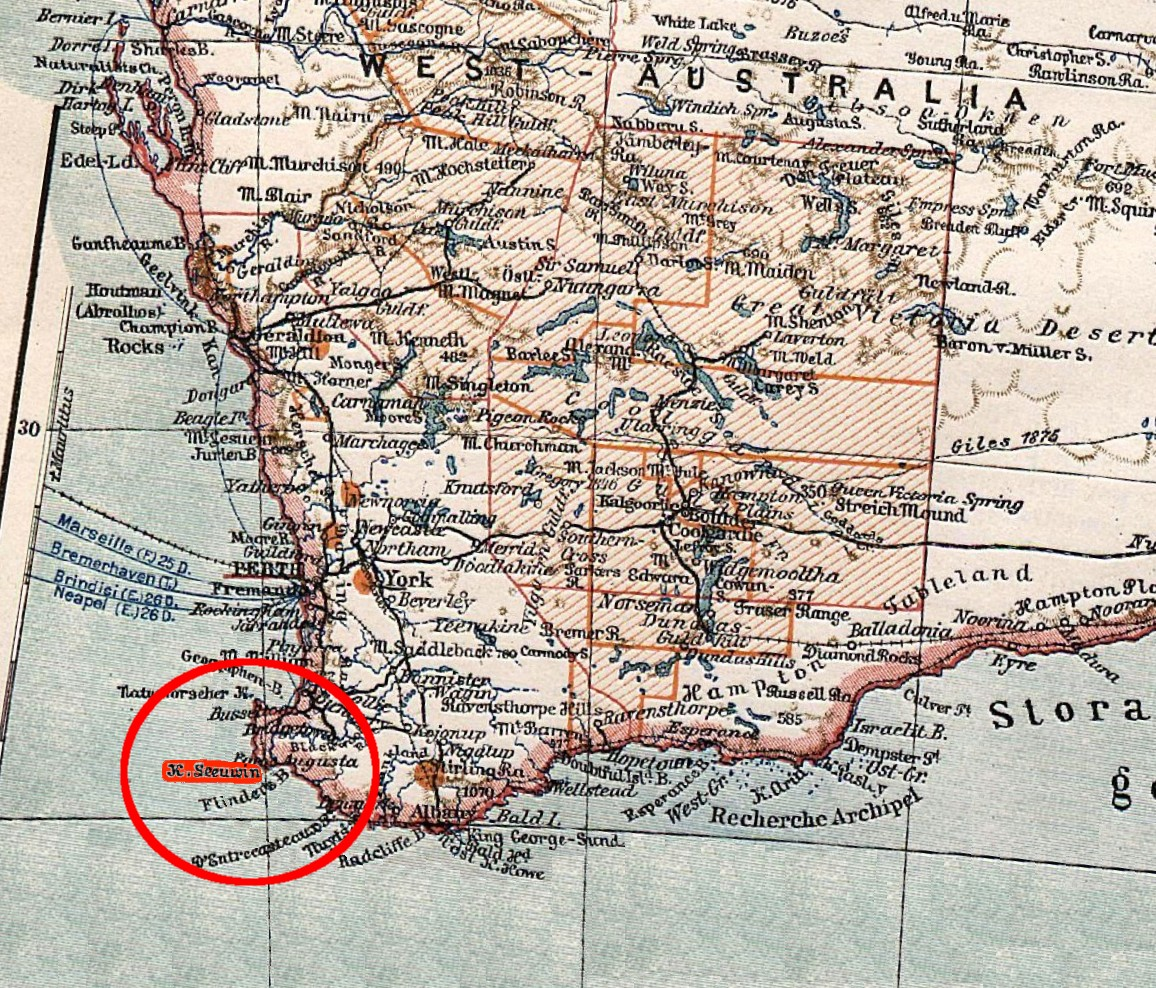
Lage von Kap Leeuwin

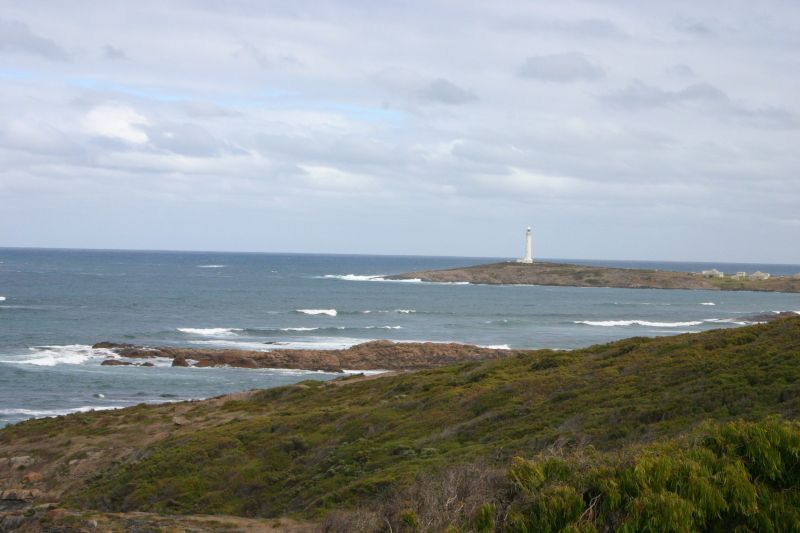
Kap Leeuwin

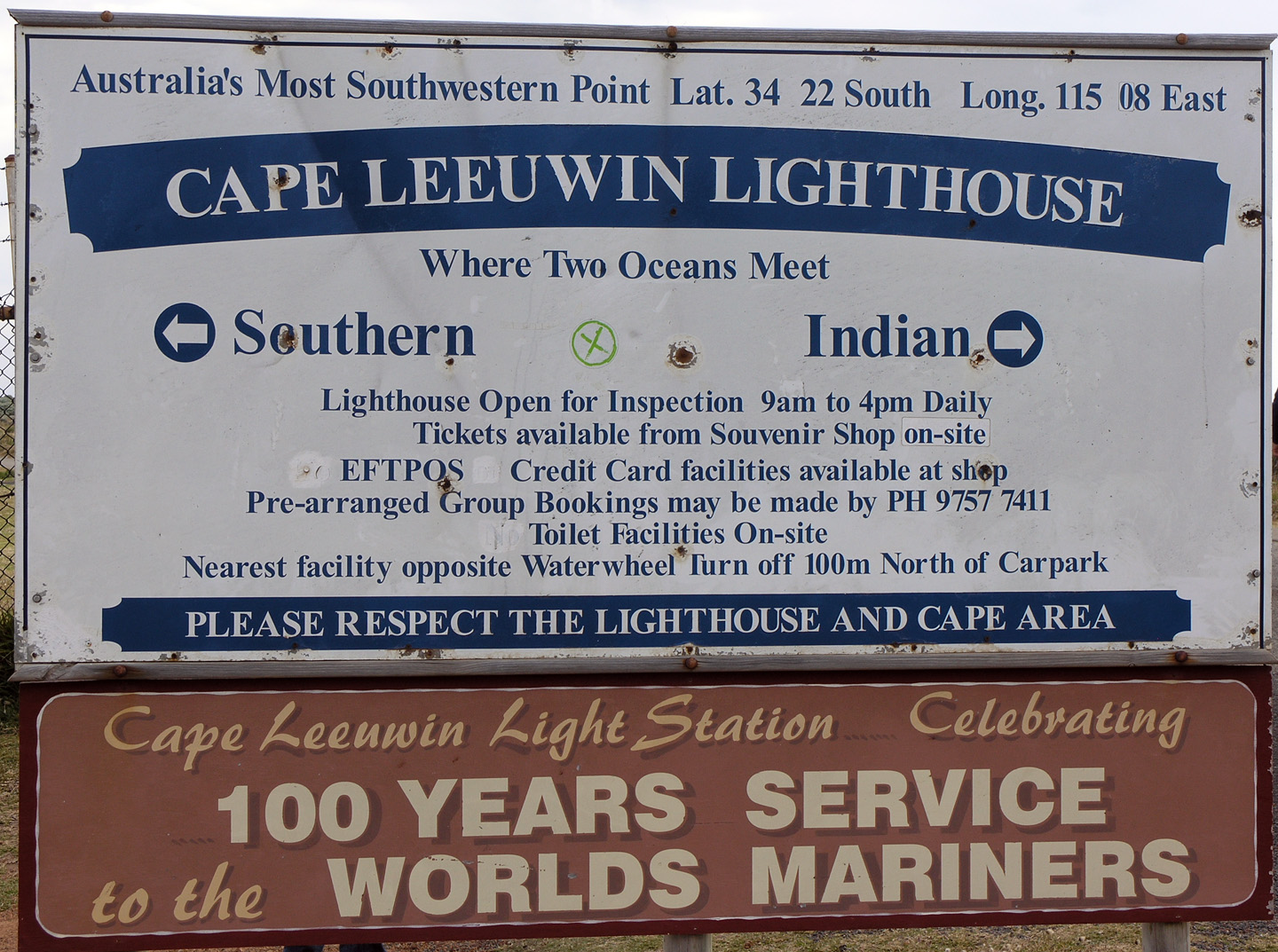
Hinweistafel am Kap: Indischer Ozean rechts, Südlicher links

Kap Leeuwin, Englisch Cape Leeuwin, (Aussprache 'luwɪn, anhörenⓘ) ist der südwestlichste Punkt des australischen Festlandes. Es liegt im Bundesstaat Western Australia, etwa sieben Kilometer südsüdwestlich von Augusta und ca. 277 Kilometer südsüdwestlich von Perth. Der Name des Kaps stammt vermutlich von dem niederländischen Wort leeuwin für „Löwin“ (siehe Geschichte).
Obwohl Kap Leeuwin nicht der südlichste Punkt Australiens ist (vgl. South Point und Südostkap), gilt es mit dem Kap der Guten Hoffnung und Kap Hoorn als eines der drei „großen“ Kaps der Südhalbkugel und symbolischer Wegpunkt für das Erreichen oder Passieren von Australien für die Hochseeschifffahrt vom oder zum offenen Indischen Ozean.

## Lage
Kap Leeuwin ist die südliche Landspitze auf einer ambossförmigen Halbinsel, deren nördliche Spitze das Cape Naturaliste (früher zum Teil auch Naturforscherkap) ist. Die Halbinsel wird in Touristenbroschüren nach den beiden Kaps auch als Cape to Cape (von Kap bis Kap) oder the Capes (die Kaps) bezeichnet. Seit 2001 gibt es auch einen 135 Kilometer langen Wanderweg zwischen den beiden Kaps, den sogenannten Cape to Cape Track, der vom Leuchtturm am Kap Leeuwin bis zum Leuchtturm des Cape Naturaliste verläuft. Auf der Halbinsel liegt der Leeuwin-Naturaliste-Nationalpark, einer der bestbesuchten Nationalparks Australiens.
Nach Osten schließt sich an Kap Leeuwin die nach Matthew Flinders benannte Flinders-Bucht (Flinders Bay) an, an deren nördlicher Küste Augusta, die dem Kap nächste Siedlung, liegt. Nach Südosten wird die Bucht vom D'Entrecasteaux Point begrenzt.
Kap Leeuwin wird zum Teil als Grenzpunkt von Indischem und Südlichem Ozean (Südpolarmeer) hingestellt, beispielsweise auf einer am Kap stehenden Hinweistafel (siehe Bild rechts). Allgemein wird die Bezeichnung Südlicher Ozean jedoch nur für die Gewässer südlich des 60. Breitengrades benutzt – ca. 2850 Kilometer weiter südlich als Kap Leeuwin. Demgemäß wird üblicherweise auch das Meer im Süden von Australien – westlich des Südostkaps auf Tasmanien – zum Indischen Ozean gerechnet (siehe beispielsweise auf der Karte des CIA World Factbook oben rechts).

## Geschichte
Das Kap wurde auf frühen niederländischen Karten gegen 1622 als t landte Leeuwin bezeichnet. Das lässt darauf schließen, dass das Kap vom niederländischen Schiff De Leeuwin (ndl. für „die Löwin“) aus gesichtet wurde. In den folgenden Jahren wurde es von vielen niederländischen, französischen und englischen Entdeckern gesehen. Dazu gehörten:
- 1627 François Thijssen auf der Gulden Zeepaard
- 1772 Louis Aleno de Saint-Aloüarn auf der Gros Venture
- 1791 George Vancouver auf der 1789 gebauten HMS Discovery (benannt nach James Cooks Schiff)
- 1801, 27. Mai Nicolas Baudin auf Le Géographe, sein zweites Schiff war Le Naturaliste; Baudin nannte das Kap Kap Gosselin, aber der Name setzte sich nicht durch.
- 1801, 6. Dezember Matthew Flinders auf der HMS Investigator

1830 wurde die Gegend um das Kap besiedelt.

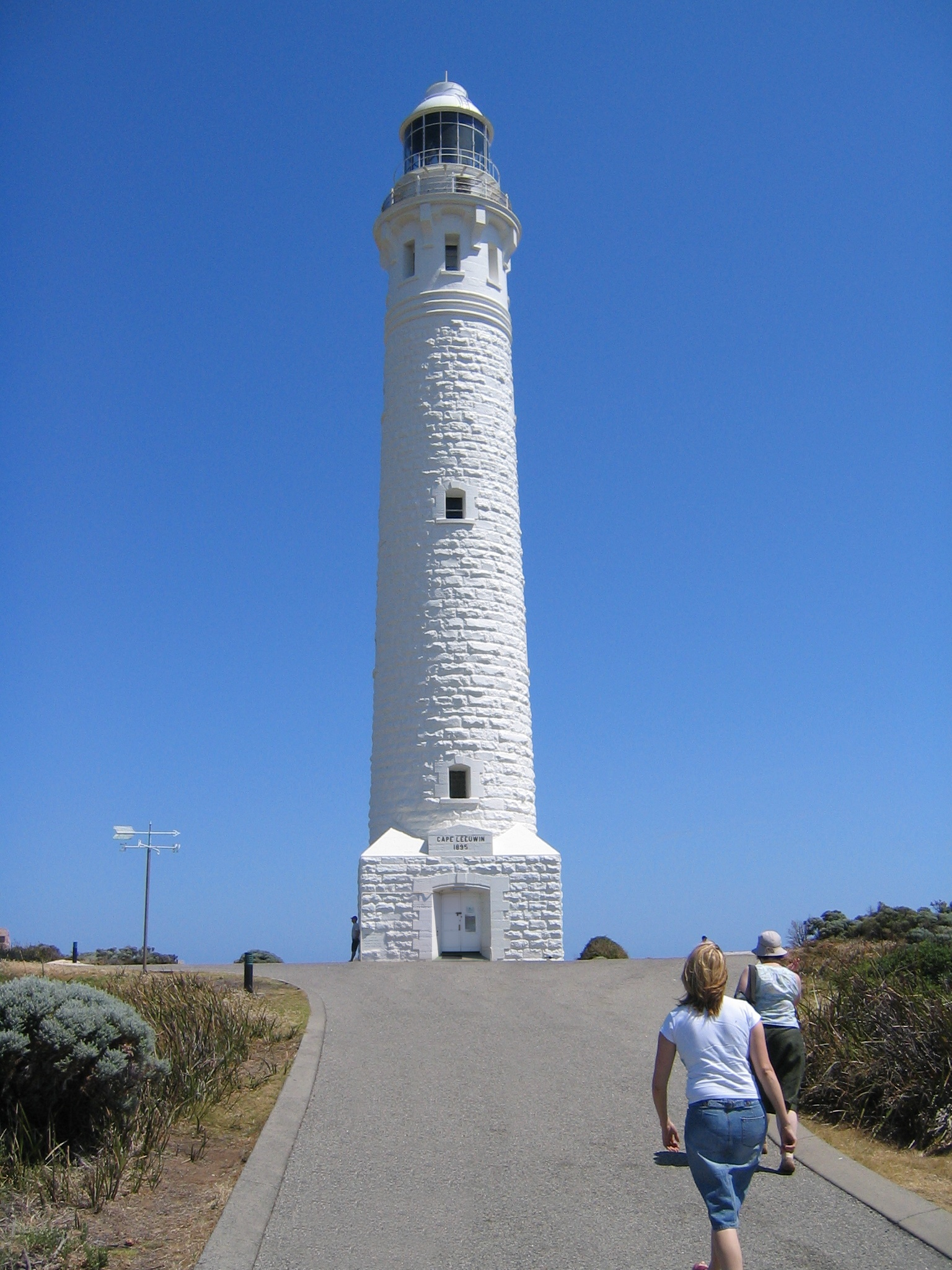
Kap-Leeuwin-Leuchtturm

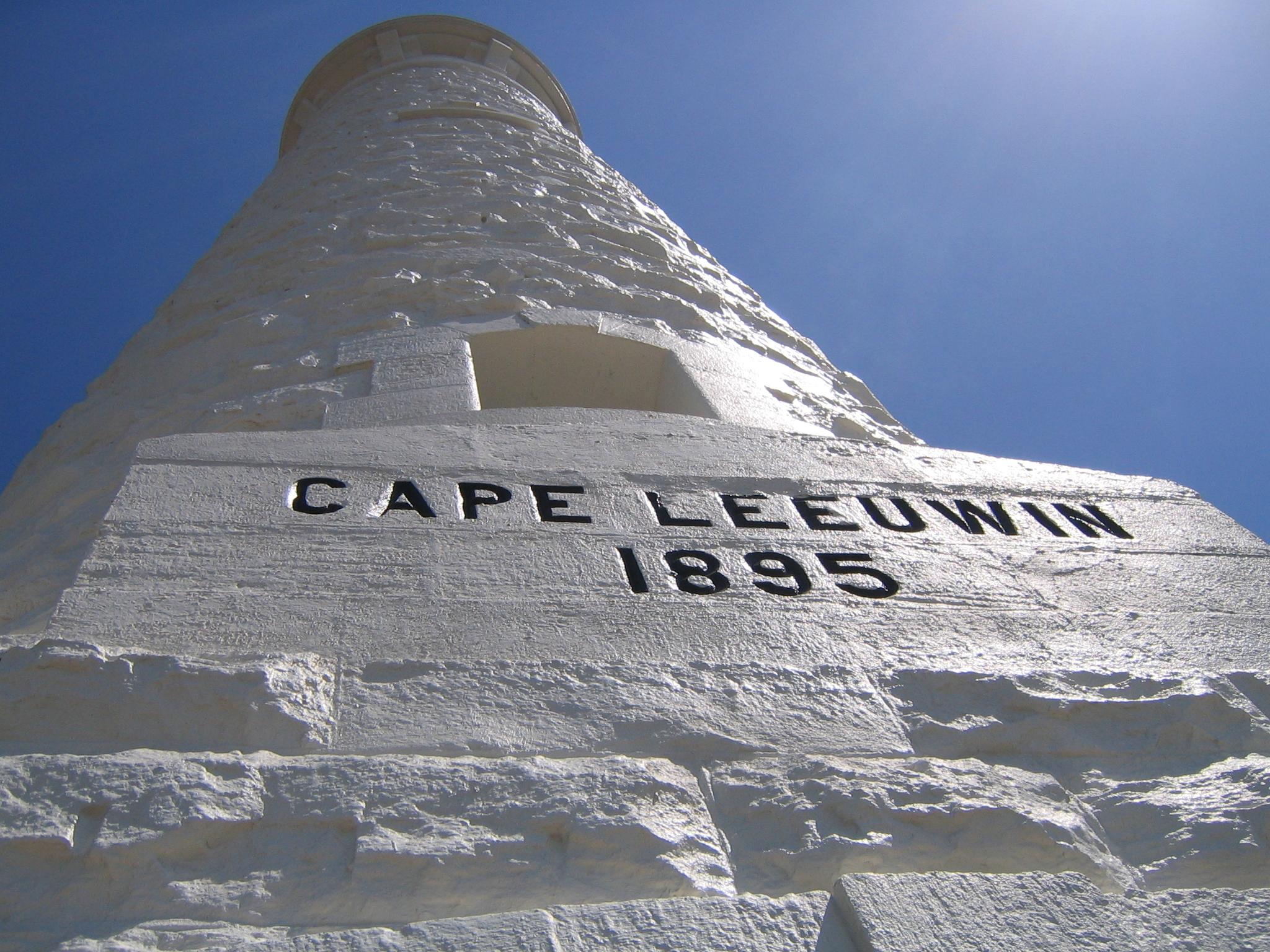
Kap-Leeuwin-Leuchtturm, Nahaufnahme

## Der Kap-Leeuwin-Leuchtturm
Der Kap-Leeuwin-Leuchtturm (Cape Leeuwin Lighthouse) und die ihn umgebenden Gebäude wurden 1895–1896 in heimischem Kalkstein errichtet. 1895 wurde  der Turm vom australischen Entdecker und Politiker John Forrest eingeweiht, am 1. Dezember 1896 wurde das Feuer erstmals entzündet.
Ursprünglich wurde vor dem 39 Meter hohen, weißen Turm ein zweiter, kleinerer, roter Turm geplant. Das Fundament des Turms wurde gelegt, doch der Bau nicht fortgesetzt, da inzwischen befürchtet wurde, ein zweites Licht werde die Schifffahrt nur verwirren und Schiffe näher an die Küste locken.
Die Lichtquelle des Leuchtturmfeuers war ursprünglich eine Kerosin-Dochtlampe, damals weltweit die größte in einem Quecksilber-Bad drehende Lampe. 1925 wurde auf Öldampf umgestellt und 1982 auf Elektrizität. 1992 wurde der Betrieb automatisiert. Der Leuchtturm hat eine Kennung von einem Blitz in 7,5 Sekunden. Sein Feuer, auf einer Höhe von 56 Metern (üNN) installiert, hat bei einer Lichtstärke von einer Million Candela (CD) eine Reichweite von 25 Seemeilen (ca. 46 Kilometern).
Der Leuchtturm dient als Seezeichen und ist auch eine – inzwischen ebenfalls automatisierte – Wetterstation. In den 1960er Jahren wurde im Nordwesten des Leuchtturms ein Telekommunikationsturm errichtet, in den 1980er Jahren die Anlage zu zwei Telekommunikationstürmen ausgebaut. Inzwischen wurden die Telekommunikationstürme wieder abgetragen.
Der Leuchtturm hat sieben Geschosse und 186 Treppenstufen. Er ist weiß gestrichen; früher war er zeitweilig beigefarben. Der Leuchtturm und seine Umgebung sind für Besichtigungen zugänglich.

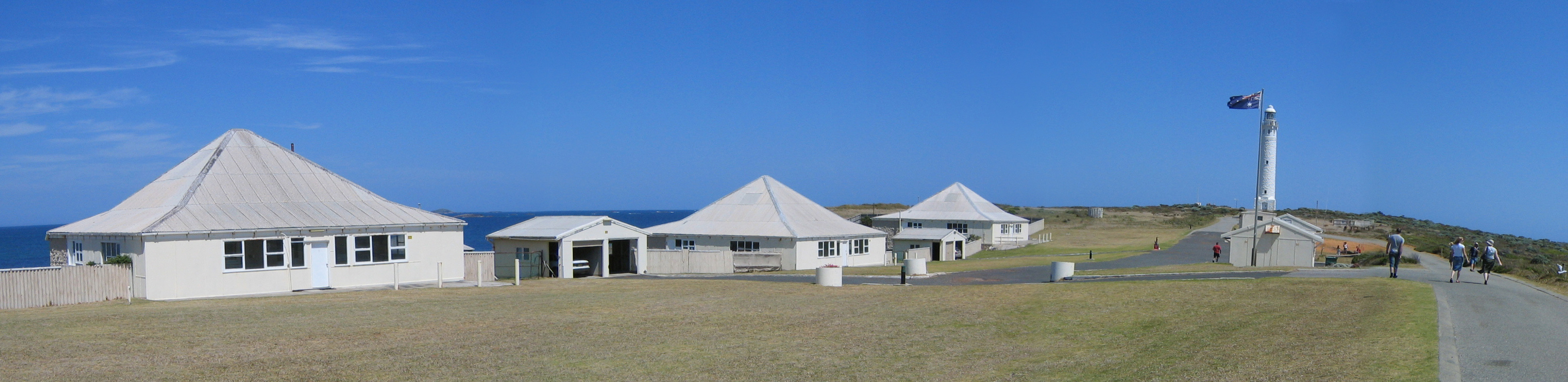
Zugang zu Kap und Leuchtturm von der Landseite aus

## Weblink
- Leuchtturm von Kap Leeuwin (Memento vom 1. März 2014 im Internet Archive) (mit Photos einschließlich einer Luftaufnahme vom Kap)